# Julian Marley
Julian Marley, född 4 juni 1975 i London, är en jamaicansk-brittisk reggaemusiker. Han är son till Bob Marley.

## Diskografi
Studioalbum
- 1996 – Lion in the Morning
- 2003 – A Time & Place
- 2009 – Awake

Singlar
- 1991 – "Uprising (Good People)" / "Good People Dub" (7" vinyl)
- 1995 – "Real Lies (Vocal mix)" / "Real Lies (Babylon Mix)" / "Real Lies (Island Instrumental Mix)" (12" vinyl, Acorn Arts och Julian Marley)
- 2003 – "Systems" / "Instrumental" (7" vinyl)
- 2011 – "Violence in the Street" (Rub A Dub Mix - med Damiah) / "Violence in the Street" (King Tubbys In A Rub) (7" vinyl)

Samlingsalbum (div. artister)
- 1998 – Tuff Tracks
- 2003 – Conception - An Interpretation of Stevie Wonder's Songs
- 2011 – The Marley Family Album